# Šárka Trčková
Šárka Trčková (28. září 1965 Plzeň – 4. srpna 2015 Praha) byla česká grafička a malířka. V letech 1986–1992 studovala Akademii výtvarných umění v  Praze u Radomíra Koláře, Bedřicha Dlouhého a Dalibora Chatrného. Později na Akademii výtvarných umění působila jako pedagog, od roku 1995 byla odbornou asistentkou ateliéru Grafika 2 Vladimíra Kokolii.

## Život
Během svého dvacetiletého pedagogického působení na Akademii výtvarných umění formovala celou řadu posluchačů, jakými byli například Jesper Alvaer, Adéla Babanová, Vilém Balej, Markéta Baňková, Ondřej Basjuk, Patrik Hábl, Veronika Holcová, David Hřivňacký, Ján Mančuška, Pavel Příkaský, Ryan O'Rourke, Ondřej Smeykal, Kateřina Šedá, Tomáš Vaněk, Štěpán Vrbický, Patrik Pelikán, Jakub Tomáš a další.
Ve své výtvarné práci se soustředila především na grafické techniky a na akvarel. Nejčastějším tématem jí byl nesentimentálně, ale s empatií nahlížený dětský svět.

## Výstavy

### Samostatné výstavy
- 1993 – Žlutý rok, Galerie mladých U Řečických, Praha
- 1994 – Autorská grafika, Galerie Mirage, Tábor
- 1995 – Galerie Esprit, Plzeň
- 1996 – Šárka Trčková, Inter-Art-Galerie, Straskirchen u Pasova, Německo
- 1999 – Na houbách, Galerie Jiřího Trnky, Plzeň
- 1999 – Na houbách, Galerie Caesar, Olomouc
- 2000 – Obrazy, grafika; s Jiřím Plieštikem, Galerie Ve Věži, Planá u Mariánských Lázní
- 2001 – Cestou do školy, Galerie Pokorný, Prostějov
- 2001 – Cestou do školy, Galerie Nový Svět, Praha
- 2002 – Oleje na plátně a tisky, Galerie 9, Klokočná
- 2004 – Šárka Trčková a Dalibor Smutný, Gibacht, Bavorský les, Německo
- 2006 – Co se z lesa ozývá…, Západočeská galerie Plzeň
- 2006 – Co se z lesa ozývá…, Oblastní galerie Liberec
- 2006 – Akva-aqua, Galerie Havelka, Praha
- 2009 – Po stopě, Galerie Havelka, Praha
- 2012 – Škála šedé, Městská knihovna Praha, artotéka Opatov, Praha
- 2012 – Škála šedé, Naivní divadlo Liberec, Liberec
- 2014 – Obrazovost, Galerie Ars, Brno (spolu s Vladimírem Kokoliou)
- 2017 – Legenda Šárka Trčková, Galerie Havelka, Praha
- 2018 – V kruhu, Uffo, Trutnov

## Zastoupení ve sbírkách
- Národní galerie Praha
- Albertina Vídeň
- Západočeská galerie Plzeň
- Galerie Klatovy/Klenová
- Muzeum moderního umění, Planá
- Artotéka Praha
- Artotéka Plzeň
- Ostravská univerzita
- Městské muzeum, Győr, Maďarsko

## Monografie
Nakladatelství AVU společně s nakladatelstvím Trigon vydaly v roce 2019 společně knihu Šárka Trčková.